# Спутниковое радио
Спутниковое радио (англ. satellite radio) — цифровое радио, осуществляющее вещание при помощи спутника связи. Спутниковым радио называют и радиостанции, входящие в состав цифрового телевизионного мультиплекса, передаваемого через спутник. Их можно слушать при помощи ресивера цифрового телевидения после настройки переключив его в режим радио; можно подключить к ресиверу, вместо телевизора, внешний усилитель с колонками. Существует также автомобильная система спутникового радио описанная ниже.
Преимущество спутникового радио в том, что оно охватывает большее географическое пространство, чем сигналы обычных (УКВ/ЧМ) радиостанций, обеспечивая высокое качество звука и множество дополнительных сервисов.
Спутниковое радио действует в любом месте, в котором существует прямая видимость между приёмной антенной и ведущим вещание спутником (кроме случаев серьёзных препятствий, таких как тоннель или здание) — слушатель имеет возможность слушать любой канал на всей территории покрытия.
Поскольку технология требует использования коммерческого спутника для распространения сигнала, услуги спутникового радио предоставляются коммерческими компаниями и предоставляются в виде пакетов (наборов) различных каналов, которые предоставляются за абонентскую плату.
На данный момент спутниковое радио предоставляется следующими компаниями: WorldSpace в Европе, Азии и Африке, Sirius XM Radio в Северной Америке (содержит две сети после объединения). Все компании используют закрытые и несовместимые между собой сигналы, для которых необходимо собственное оборудование для декодирования и воспроизведения. Компании предоставляют каналы новостей, погоды, спорта и несколько музыкальных каналов.

## Технология
Для спутникового радио используется частота 2,3 ГГц в S-диапазоне в Северной Америке, и также частично 1,4 ГГц в L-диапазоне (диапазон DAB, то есть цифрового радио). Используется так называемое прямое спутниковое вещание. Принимаемый сигнал является достаточно сильным, для того чтобы использовать небольшие встроенные спутниковые антенны для его приёма. Шарообразная форма Земли ограничивает распространение сигнала, но высота орбиты спутника делает использование двух или трех спутников достаточным для покрытия всего континента.
Местный ретранслятор, похожий по функциям на усилитель радиовещательного передатчика, делает возможным прием сигнала даже в тех местах, где отсутствует прямая видимость со спутником, например за небоскребом в большом городе. Крупные тоннели также могут иметь ретрансляторы. Ретрансляторы также позволяют транслировать местные каналы, такие, как информацию об автомобильных пробках или погоду, но на данный момент это не реализовано.
Каждый приёмник имеет ESN (electronic serial number) — уникальный идентификатор, определяющий каждое устройство. При активации устройства после подписки на пакет программ в цифровом потоке трансляции посылается специальный код авторизации, который указывает приёмнику открыть доступ к платным каналам. Большинство компаний имеют как минимум один бесплатный канал (en:free to air or «in the clear», ITC), который может использоваться для тестирования.
Большинство (если не все) из существующих систем вещания спутникового радио являются закрытыми (не использующими общий стандарт) и используют разные кодеки для кодирования звуковой информации, разные виды модуляции, а также различные методы шифрования и управления доступа к каналам.
Как и многие радиостанции, спутниковое радио параллельно транслирует данные о передаче с именем автора и названием каждой композиции или программы (аналогично системе RDS) и, возможно, название канала.

## США и Канада
В США и Канаде один холдинг Sirius XM Radio, работает в двух спутниковых радиосетях после объединения (поглощения компании XM компанией Sirius в июле 2008). Обе службы предоставляются только по абонентской подписке. XM использует геостационарные спутники с постоянным положением, а Sirius использует геосинхронные спутники на высокоэллиптической орбите «Тундра» проходящие через северо- и южноамериканский континенты. Грубо говоря, разница в том, что сигнал от Sirius имеет больший угол в северной части США, и еще больше в Канаде. (Больший угол может стать причиной потери сигнала в городах и, тем более, в гаражах, тоннелях и других крытых сооружениях).
Обе службы доступны в основном в приёмниках в автомобилях, но обе предоставляют выбор оборудования, дающего возможность слушать их на домашней аппаратуре, портативных устройствах и через Интернет на компьютере.
Одним из основных преимуществ спутникового радио считается факт того, что оно не локализовано: водители могут принимать одни и те же программы в любой точке покрытия сервиса (популярность радио Sirius XM среди водителей-дальнобойщиков докажет вам остановка на любой парковке большегрузных машин). Кроме того, обе спутниковые службы могут передавать то, что просто невозможно передавать обычным коммерческим радиостанциям: специализированные каналы могут включать такие вещи как обсуждения семейных отношений, радиоспектакли, классическую музыку или прямые эфиры.
Зона покрытия обеих служб — это в основном США (включая Аляску), Канада и северная часть Мексики.

## Будущее спутникового радио в России
10 марта 2011 года состоялось заседание Государственной комиссии по радиочастотам под председательством министра связи и массовых коммуникаций РФ Игоря Щёголева, был подробно рассмотрен ход реализации мероприятий по проведению конверсии радиочастотного спектра за 2010 год и планы на 2011 год.
В ходе работы рассмотрен вопрос об использовании полосы радиочастот 2350—2360 МГц для разработки и создания в РФ систем спутникового непосредственного цифрового звукового вещания (СНЗВ).
Источник

### США и Канада
- XM Satellite Radio  XM Satellite Radio (принадлежит Sirius XM Radio)
- Sirius Satellite Radio  Sirius Satellite Radio

### Азия, Африка и Европа
- Компания 1worldspace